# Tałowe (rejon szczastyński)
Tałowe (ukr. Талове) – osiedle na Ukrainie, w obwodzie ługańskim, w rejonie szczastyńskim, w hromadzie Szyrokyj. W 2001 liczyło 472 mieszkańców, spośród których 114 wskazało jako ojczysty język ukraiński, 347 rosyjski, 6 ormiański, a 5 inny.